# 山口かつみ
山口 かつみ（やまぐち かつみ、1965年1月24日 - ）は、日本の漫画家。福岡県北九州市出身。男性。専門学校九州デザイナー学院卒業。
1985年、山口克己名義で『らじかる好キャンティ』が第13回ちばてつや賞佳作ヤング部門佳作を受賞し、『ヤングマガジン』（講談社）にて同作を連載しデビュー。以降青年誌などを中心に執筆している。
プロ野球福岡ソフトバンクホークスのファンであることと、巨漢漫画家であることを自身のブログなどで公表している（身長180センチメートル、体重100キログラム）。代表作に『オーバーレブ!』がある。

## 作品リスト

### 連載作品
- らじかる好キャンティ（『週刊ヤングマガジン』、講談社、全7巻）
- ソフトにGiGoLo（『週刊ヤングマガジン』、講談社、全2巻）
- 学悶ノススメ（ぶんか社、全1巻）
- 悶々 MONJIRO（ぶんか社、全4巻）
- HARAN万丈（『週刊少年マガジン』、講談社、全2巻）
- 平成DOSEI物語 - 1992-1993 - （『マガジンSPECIAL』、講談社、全3巻）
- 上をむいて歩こう（『ヤングキング』、少年画報社、全7巻）
- エロ純万遊記（『週刊ヤングサンデー』、小学館、全4巻）
- 快尻グラマンチェ（『ヤングキングアワーズ』、少年画報社、全1巻）
- モザイク（『ヤングサンデー増刊大漫王』、小学館、全2巻）
- 夢中道中ちちくり記（『ヤングテイオー』、ぶんか社、全1巻）
- オーバーレブ!（『週刊ヤングサンデー』、小学館、全31巻）
- My Favorite BIKE（短編集、小学館、既刊5巻＋番外編1巻）
- たくなび（『ビッグコミックスピリッツ』、小学館、全5巻）
- 72 The Soul of Bikes（『週刊ヤングジャンプ』、集英社、全5巻）
- ホークスキッズ（『月刊ホークス』、全2巻）
- C.U.B（『月刊ヤングキング』、少年画報社、全3巻+番外編2巻）
- =イッパツ（『ヤングキング』、少年画報社、既刊3巻）※原作担当 漫画：谷嶋イサオ
- Mon!もん!!悶!!!（『ヤングキング』、少年画報社、全1巻）
- レクレスV（『コミックバーズ』、幻冬舎コミックス、全3巻）
- クロスオーバーレブ!（『マンガクロス』→『チャンピオンクロス』、秋田書店、2019年3月14日 - 連載中、既刊15巻）
- オーバーレブ! '90s -音速の美少女たち-（『ヤングチャンピオン烈』[3]、秋田書店、2020年No.5[4] - 連載中、既刊7巻）

### 読み切り作品
- 杉内俊哉物語
- Is it My Favorite BIKE!?
- 川﨑宗則物語